# Meiendorfer Weg (metropolitana di Amburgo)
Meiendorfer Weg è una stazione della metropolitana di Amburgo, sulla linea U1. La stazione si trova verso la periferia di Amburgo, su un cavalcavia sopra la Meiendorfer Weg, nella zona di Farmsen-Berne del quartiere Wandsbek, là dove la strada penetra nel Volksdorfer Wald.
Si tratta di una stazione soprelevata. All'edificio è associato un esercizio commerciale.
Durante l'esercizio con trazione a vapore e anche nei primi anni di trazione elettrica, la fermata rimase chiusa, nonostante l'edificio fosse stato già completato. Inizialmente il nome era Volksdorf-Süd, dato che si trovava nei pressi di Volksdorf, un quartiere di Amburgo.
La stazione fu aperta agli utenti in via sperimentale nella primavera del 1925, anche se la soprelevata non lasciava ipotizzare un uso tale da giustificarne l'apertura. Invece la risposta fu rilevante e fu deciso di mantenere la stazione attiva, anche la zona era relativamente poco abitata.
La stazione è stata aperta ufficialmente il 7 aprile 1925 con il nome Meiendorferweg ed attualmente è in uso. Ha subito alcune modifiche di ristrutturazione nel 1956 e alcuni anni dopo invece è stato ampliato il padiglione e ridotto la sala d'attesa.
Già dal 1913 accanto al terrapieno della stazione ci sono i binari della ferrovia per il trasporto merci della linea Altrahlstedt - Wohldorf.